# Patchwork (Spiel)
Patchwork ist ein Brettspiel des deutschen Spieleautors Uwe Rosenberg für zwei Spieler ab acht Jahren. Das Spiel ist 2014 bei dem Verlag Lookout Games erschienen. Wie andere Spiele von Uwe Rosenberg, etwa Cottage Garden oder Ein Fest für Odin baut das Spiel auf einen Puzzlemechanismus auf, bei dem einzelne Puzzleteile unterschiedlicher Form (Polyominos) auf einer Grundfläche platziert werden müssen und so Punkte einbringen. Die Grundfläche ist hierbei einer Patchwork-Decke mit einzelnen Flicken und Knöpfen nachempfunden.
Das Spiel gewann 2015 den Sonderpreis 2 Personen beim österreichischen Spielepreis (Spiel der Spiele) und wurde auf die Empfehlungsliste des Spiel des Jahres 2015 aufgenommen, beim Deutschen Spielepreis 2015 errang es den Platz 10.

## Thema und Ausstattung
Das Spiel behandelt thematisch die Herstellung einer Patchwork-Decke aus einzelnen Flicken und Knöpfen. Die Spieler nutzen dabei die verschieden geformten Flicken der Auslage, um ihre Decke fertigzustellen. Diese Teile sind so genannte Polyominos, also Flächen, die aus mehreren zusammenhängenden Quadraten bestehen. Ziel des Spiels ist es dabei, bis zum Spielende möglichst viele Siegpunkte in Form von Knöpfen zu bekommen, die sich durch die auf der Decke befindlichen Knöpfe ergeben.
Das Spielmaterial besteht neben der Spieleanleitung aus:
- einem doppelseitigen Zeit- und Wertungsplan
- zwei Ablageplänen, je einer pro Spieler
- zwei Zeitsteine, je einer pro Spieler
- einer Spielfigur
- 33 beidseitig bedruckten Flicken
- 5 quadratischen Spezialflicken
- einem Sonderplättchen als Bonusmarker 7×7
- 50 Knopf-Plättchen mit den Werten 1, 5, 10 und 20

## Spielweise
Bei dem Spiel Patchwork versuchen die Mitspieler, durch die Herstellung einer Patchwork-Decke mit Flicken und Knöpfen eine möglichst hohe Wertung in Form von Knopfwerten zu erhalten. Dabei ist das Ziel, den eigenen Ablageplan möglichst so mit Flicken zu füllen, das möglichst wenige freie Felder übrig bleiben. Der Gewinner ist der Spieler, der am Ende des Spiels und der Wertung, bei der die freien Felder als Minuspunkte von den Knöpfen der Spieler abgezogen werden, die meisten Siegpunkte bekommen hat.

### Vorbereitungen
Zu Beginn des Spiels wird der Wertungsplan mit den fünf Spezialflicken in die Tischmitte gelegt. Die 33 Flickenkärtchen werden gemischt und dann zufällig in einem Kreis um den Zeitplan gelegt, die Spielfigur (Rundenmarker) wird zwischen das kleinste Flickenkärtchen und dem darauf folgenden Flicken platziert. Jeder Spieler bekommt eines der beiden Ablageplänen und den dazugehörigen Zeitstein, der auf das Startfeld des Wertungsplans gelegt wird. Danach erhält jeder Spieler 5 einzelne Knöpfe als Startkapital, die er neben sein Spielfeld legt. Die restlichen Knöpfe sowie das 7×7-Bonusplättchen werden in die Mitte neben den Werungsplan gelegt.

### Spielverlauf
Patchwork ist ein Spiel für zwei Spieler. Es wird allerdings nicht streng abwechselnd gespielt, stattdessen ist immer der Spieler an der Reihe, dessen Spielstein an der hinteren Position steht. Das Spiel beginnt der vorher bestimmte Startspieler (entsprechend den Regeln „derjenige, der zuletzt etwas genäht hat“).
Der aktive Spieler kann in seiner Spielphase entweder 
- ein Flicken-Plättchen aufnehmen und verarbeiten oder
- seinen Zeitstein vor den des Mitspielers setzen und dafür Knöpfe bekommen.

Entscheidet er sich dafür, einen Flicken zu nehmen, kann er den Rundenmarker maximal um drei Schritte bzw. Flicken vorwärts bewegen und das dort liegende Kärtchen aufnehmen. Den auf dem Kärtchen angegebenen Preis zahlt er aus dem eigenen Knöpfe-Vorrat, danach stellt er seinen Zeitstein um die angegebene Anzahl Zeitschritte auf dem Wertungsplan vorwärts. Den erhaltenen Flicken kann der Spieler nun beliebig platzieren, er darf allerdings nicht aus dem Plan herausragen oder mit anderen Flicken überlappen. Entscheidet sich der Spieler dafür, keinen Flicken aufzunehmen, muss er stattdessen seinen Zeitstein soweit vorsetzen, dass dieser auf dem Feld vor dem seines Mitspielers landet. Dabei bekommt er für jedes weitergezogene Feld erhält einen Knopf aus dem allgemeinen Vorrat.
Sobald ein Spieler beim Ziehen seines Zeitsteins als erster eines der Felder mit den Spezialflicken überschreitet, darf er sich den darauf befindlichen Flicken nehmen und muss ihn sofort kostenfrei auf einem freien Feld seiner Decke verarbeiten. Jedes Mal, wenn ein Zeitstein ein Knopffeld überschreitet, muss dessen Besitzer alle blauen Knöpfe auf seiner Decke zählen und erhält die Summe an Knöpfen aus dem allgemeinen Vorrat.
Das 7×7-Bonusplättchen bekommt der Spieler, der zuerst insgesamt sieben mal sieben Felder abgedeckt hat.

### Endwertung
Das Spiel endet, sobald die Zeitsteine beider Spieler das Ende des Wertungsplans erreicht haben. Danach erfolgt die Schlusswertung auf der Basis der Knöpfe, die die Spieler besitzen, und den Lücken auf ihrer Flickendecke. Bei der Schlusswertung addieren die Spieler ihre Knöpfe und ziehen anschließend für jedes freie Feld auf ihrer Decke zwei Knöpfe ab. Der Spieler, der zudem das 7×7-Bonusplättchen besitzt, bekommt zusätzlich sieben Knöpfe als Belohnung. Wer am Ende über die meisten Knöpfe und damit Siegpunkte verfügt, gewinnt das Spiel. Das Ergebnis kann dabei auch negativ sein, wenn ein Spieler weniger als doppelt so viele Knöpfe besitzt, als er freie Felder auf seiner Decke gelassen hat.

## Entwicklung und Rezeption

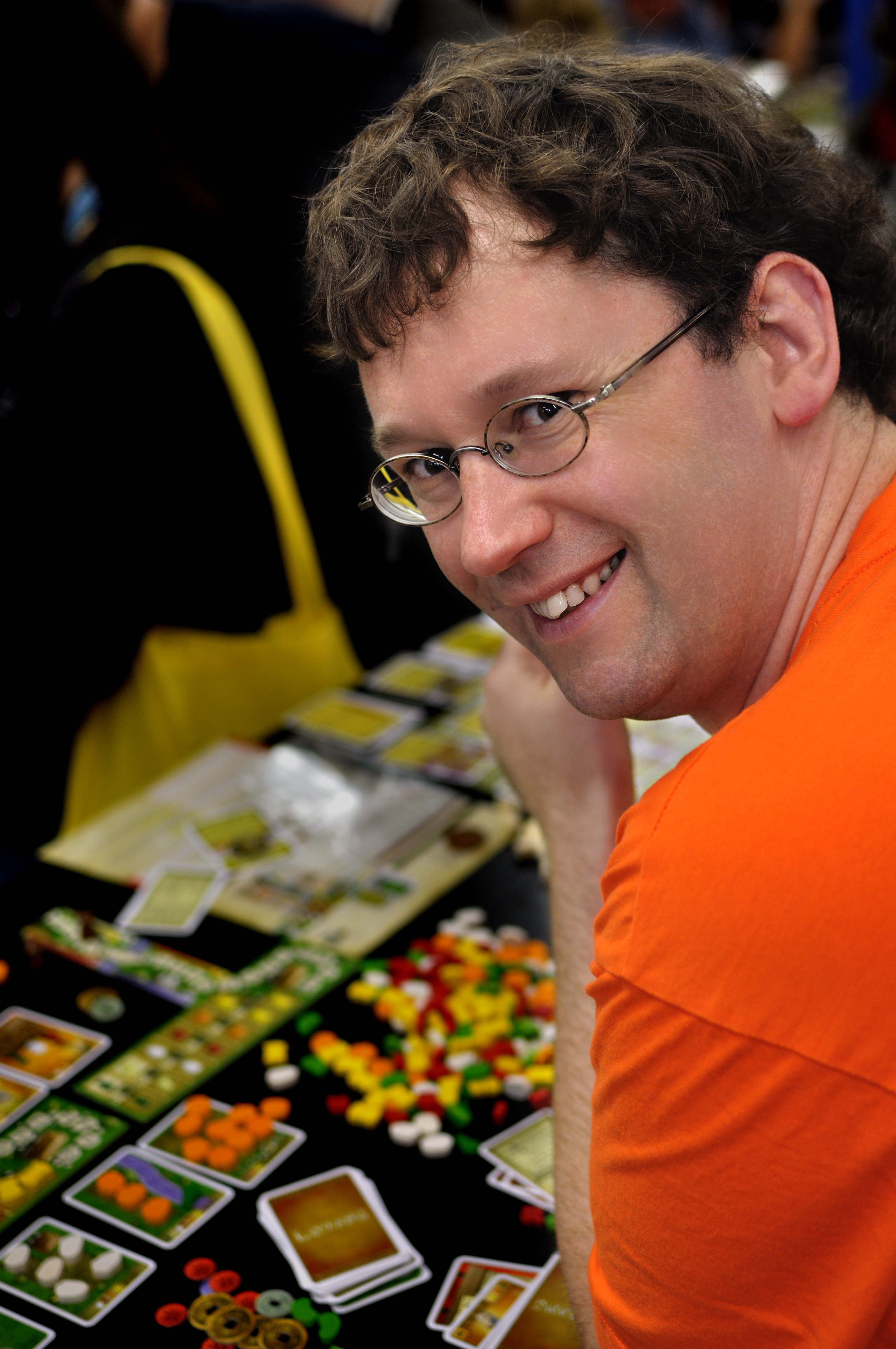
Uwe Rosenberg auf der Spiel 09 in Essen

Patchwork wurde von dem deutschen Spieleautor Uwe Rosenberg entwickelt und erschien zu den Internationalen Spieltagen (SPIEL) im Oktober 2014 in Essen. In der Folge wurde es international in zahlreichen Sprachen aufgelegt. Das Spiel gewann 2015 den Sonderpreis 2 Personen beim österreichischen Spielepreis Spiel der Spiele und wurde auf die Empfehlungsliste des Spiel des Jahres 2015 aufgenommen, beim Deutschen Spielepreis 2015 errang es den Platz 10.
Das Spiel ähnelt dem 2016 ebenfalls von Uwe Rosenberg entwickelten Spiel Cottage Garden darin, dass in beiden Spielen Felder mit Teilen bepuzzelt werden. Rosenberg selbst zieht zudem Parallelen zu dem Spiel  Ubongo von Grzegorz Rejchtman von 2006. Durch den Puzzlemechanismus gibt es Ähnlichkeiten zu Ein Fest für Odin, das ebenfalls einen solchen enthält:

„Bei Ein Fest für Odin hatte ich zwei Ansätze für den Puzzlemechanismus. Den für Odin hatte ich einfach gehalten und den komplizierten Ansatz mit Kosten und Zeit isoliert als das Spiel ausgearbeitet, das später Patchwork wurde. Patchwork wurde ein viel größerer Erfolg, als ich erwartet hatte. So machte ich mir weiter Gedanken, wie ich das reine Puzzlegefühl stärker herausarbeiten konnte, denn Patchwork fühlt sich schon ein wenig wie ein Wirtschaftsspiel an. Aus diesen Überlegungen heraus ist Cottage Garden entstanden.“

In der Spieledatenbank BoardGameGeek verzeichnet Patchwork ein Rating von durchschnittlich 7,8 (von 10) bei mehr als 12000 Bewertungen (Stand April 2017), zudem wurde es in zahlreichen Rezensionen überwiegend sehr positiv bewertet. Die Website brettspiel-magazin.de etwa bewertet das Spiel mit 89,3 % von möglichen 100 % und schreibt über das Spiel als Fazit:

„Von Uwe Rosenberg ist man bereits einiges gewohnt – vor allem epische Ressourcen-Management Spiele wie Agricola, Le Havre oder Caverna. Mit Patchwork hat er uns nun wieder einmal gezeigt, dass er auch andere tolle Spiele entwickeln kann. Das 2-Personenspiel ist thematisch innovativ, verfügt über einen guten Spielmechanismus und ist mit Abstand das beste Spiel für zwei Personen, das wir seit langem auf dem Tisch hatten. […] Wer oft zu zweit spielt, sollte sich dieses Spiel zulegen. Besser geht es eigentlich nicht mehr!“

## Belege
1. 1 2 3 4 5 6 7 8 9  Spieleanleitung Patchwork; abgerufen am 18. April 2017.
2. ↑  Versions von Patchwork in der Spieledatenbank BoardGameGeek (englisch); abgerufen am 18. April 2017.
3. 1 2  Michael Weber: Uwe Rosenberg über Ein Fest für Odin und Cottage Garden. Interview mit Uwe Rosenberg auf reich-der-spiele.de, 1. Oktober 2016; abgerufen am 2. Februar 2017.
4. ↑  Ratings & Comments für Patchwork in der Spieledatenbank BoardGameGeek (englisch); abgerufen am 18. April 2017.
5. ↑  Patchwork bei brettspiele-magazin.de; abgerufen am 18. April 2017.